# アッチあい
アッチあい（マッチあい）は、日本の漫画家、同人作家。

## 概要
商業デビュー時は「oimo」名義だったが、『このかけがえのない地獄』から「アッチあい」名義になっている。
2019年には週刊ヤングジャンプで『ポチごっこ。』を連載し、ネームを切る能力が格段に上がった一方で「この逃げ出せない感じ、週刊連載って刑務所では？」と思ったと語っている。

## 作品リスト

### 単著
- oimo『オゲハ』KADOKAWA〈it COMICS〉。
  - 『オゲハ』 1巻、2015年10月10日。ISBN 978-4048654203。
  - 『オゲハ』 2巻、2016年1月14日。ISBN 978-4048656061。
  - 『オゲハ』 3巻、2016年10月15日。ISBN 978-4048924368。

- アッチあい『このかけがえのない地獄』KADOKAWA〈電撃コミックスNEXT〉、2018年3月10日。ISBN 978-4048937092。

- アッチあい『ポチごっこ。』集英社〈ヤングジャンプ・コミックス〉。
  - 『ポチごっこ。』 上、2019年11月19日。ISBN 978-4088913803。
  - 『ポチごっこ。』 下、2019年11月19日。ISBN 978-4088914169。

- アッチあい『愛しの国玉』KADOKAWA〈シルフコミックス〉。
  - 『愛しの国玉』 1巻、2020年9月19日。ISBN 978-4049134728。
  - 『愛しの国玉』 2巻、2020年12月21日。ISBN 978-4049135558。
  - 『愛しの国玉』 3巻、2021年5月21日。ISBN 978-4049137576。
  - 『愛しの国玉』 4巻、2022年1月22日。ISBN 978-4049141825。
  - 『愛しの国玉』 5巻、2022年8月22日。ISBN 978-4049145908。
  - 『愛しの国玉』 6巻、2023年8月21日。ISBN 978-4049150254。
  - 『愛しの国玉』 7巻、2024年8月22日。ISBN 978-4049155464。

- アッチあい『この世界の攻略本を拾ってしまいました』KADOKAWA。
  - 『この世界の攻略本を拾ってしまいました』 1巻、2023年3月30日。ISBN 978-4049149753。
  - 『この世界の攻略本を拾ってしまいました』 2巻、2024年2月29日。ISBN 978-4049154948。

### アンソロジー
- 『寄宿学校のジュリエット 公式アンソロジーコミック』講談社〈講談社コミックス〉、2018年10月17日。ISBN 978-4065139417。